# Sikwane
Sikwane è un villaggio del Botswana situato nel distretto di Kgatleng, sottodistretto di Kgatleng. Il villaggio, secondo il censimento del 2011, conta 1.466 abitanti.